# Rosamaría Roffiel
Rosamaría Roffiel, född 30 augusti 1945 i Veracruz i Mexiko, är en mexikansk poet, författare, journalist och redaktör. Hennes första litterära verk, Amora (1989), anses vara den första lesbisk-feministiska romanen som publicerats i Mexiko. Hon har också gett ut poesisamlingar om lesbisk kärlek, bland annat Corramos libres ahora (1986).

## Biografi
Rosamaría Roffiel föddes i Veracruz, Mexiko, den 30 augusti 1945. Som 20-åring flyttade hon till Mexico City.
Roffiel är självlärd journalist och inledde sin yrkeskarriär på dagstidningen Excélsior där hon skulle komma att arbeta i mer än tio år. Senare arbetade hon för den politiska tidskriften Proceso. 1976 var medgrundare till den första mexikanska stödgruppen för kvinnor som utsatts för sexuella övergrepp, Centro de Apoyo para Mujeres Violadas AC (CAMVAC). Efter Daniel Ortegas politiska seger i Nicaragua 1979, lämnade hon Mexiko för att under tre år samordna arbetet med Sandinistatidningen El Trabajador. 1980 återvände hon till Mexiko och 1982 började hon bidra till fem., Latinamerikas första feministiska tidning.
1986 lämnade hon journalistiken för att arbeta som produktionskoordinator för utländska filmer. Samma år publicerade hon diktsamlingen Corramos libres ahora som skildrar lesbiska teman. Diktsamlingen följdes av ¡Ay Nicaragua, Nicaragüita!, en serie vittnesmål om hennes tid i landet. I september 1989 publicerades Amora, ett litterärt verk som har sagts vara Mexikos första lesbisk-feministiska roman.

## Amora
Amora berättas i första person och utspelar sig i Mexico City. Den skildrar de svårigheter som kvinnor upplever i en miljö som är starkt präglad av machismo. Berättelsen blandar författarens egna erfarenheter med fiktiva inslag och skildrar relationerna mellan kvinnor som lever under samma tak. Boken beskriver hur kvinnorna upptäcker sin sexualitet och deras strategier för att överleva i ett förtryckande patriarkalt system.Roffiels författarstil har jämförts med Guadalupe Loaeza och Rosario Castellanos.

## Utnämningar
Under pridefirandet i Mexico city i juni 2019 hyllades Rosamaría Roffiel som en av mexikansk litteraturs förkämpar.